# Panorpa leucoptera
Panorpa leucoptera is een insect uit de orde van de schorpioenvliegen (Mecoptera), familie van de schorpioenvliegen (Panorpidae). De wetenschappelijke naam van de soort is voor het eerst geldig gepubliceerd door Uhler in 1858.
De soort komt voor in Japan.